# Parque nacional Matorral de Cuarenta Millas

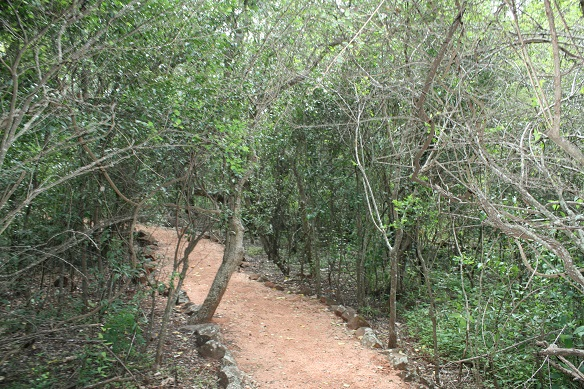
Camino entre árboles del parque.

Matorral de Cuarenta Millas (Forty Mile Scrub National Park) es un parque nacional en Queensland (Australia), ubicado a 1342 km al noroeste de Brisbane.

## Datos
- Área: 63,30 km²
- Coordenadas: 18°05′22″S 144°51′44″E / -18.08944, 144.86222
- Fecha de Creación: 1970
- Administración: Servicio para la Vida Salvaje de Queensland
- Categoría IUCN: II

Véase también:
- Zonas protegidas de Queensland

- Datos: Q1359259
- Multimedia: Forty Mile Scrub National Park / Q1359259